# Andalusia (Alabama)
Andalusia és una població dels Estats Units a l'estat d'Alabama. Segons el cens del 2007 tenia 8.705 habitants.

## Demografia
Segons el cens del 2000, Andalusia tenia 8.794 habitants, 3.707 habitatges, i 2.376 famílies. La densitat de població era de 179,9 habitants/km².
Dels 3.707 habitatges en un 27,9% hi vivien nens de menys de 18 anys, en un 46,5% hi vivien parelles casades, en un 14,4% dones solteres, i en un 35,9% no eren unitats familiars. En el 33,3% dels habitatges hi vivien persones soles el 17,1% de les quals corresponia a persones de 65 anys o més que vivien soles. El nombre mitjà de persones vivint en cada habitatge era de 2,29 i el nombre mitjà de persones que vivien en cada família era de 2,91.
Per edats la població es repartia de la següent manera: un 23,2% tenia menys de 18 anys, un 8,4% entre 18 i 24, un 25% entre 25 i 44, un 22,6% de 45 a 60 i un 20,8% 65 anys o més.
L'edat mediana era de 40 anys. Per cada 100 dones hi havia 84,4 homes. Per cada 100 dones de 18 o més anys hi havia 79,5 homes.
La renda mediana per habitatge era de 26.856 $ i la renda mediana per família de 37.091 $. Els homes tenien una renda mediana de 29.406 $ mentre que les dones 20.410 $. La renda per capita de la població era de 17.292 $. Aproximadament el 15,7% de les famílies i el 20,6% de la població estaven per davall del llindar de pobresa.

## Poblacions més properes
El següent diagrama mostra les poblacions més properes.